# Henryk Pstrusiński
Henryk Michał Pstrusińki (ur. 9 lutego 1907 w Krakowie, zm. 26 listopada 1959 tamże) – polski przedsiębiorca, Sprawiedliwy wśród Narodów Świata

## Życiorys
Urodził się w Krakowie jako syn Gabrieli z domu Schmeidel i brązownika Stanisława Pstrusińskiego. Zajmował się rzemiosłem bliskim brązownictwa. Pracował również w Czechach. Przed wybuchem II wojny światowej Pstrusiński był właścicielem fabryki bakelitu w Krakowie, a w czasie wojny kierował Artystyczną Odlewnią Metali tamże. Zawarł związek małżeński z Antoniną Zofią z domu Wiśniowską, z którą miał m.in. córkę Jadwigę Pstrusińską, późniejszą profesor UJ i UW. W czasie okupacji niemieckiej Pstrusiński zaangażował się w działania zgrupowania "Żelbet" oddziału dywersyjnego Armii Krajowej. Przyjął pseudonim "Pik". W podziemiu wojennym odznaczony Złotą Odznaką AK, Krzyżem Walecznych oraz Brązowym Krzyżem Zasługi z Mieczami. 
W czasie okupacji niemieckiej pomagał wielu Żydom, z których część ocalała. Znajdował dla nich kryjówki, pomagał w przemieszczaniu się oraz udzielał im schronienia w swoim mieszkaniu. 
Po zakończeniu działań wojennych pozostał w Krakowie. Wydany przez torturowanego kolegę, został aresztowany w 1951 r. za działalność konspiracyjną, przy czym skonfiskowano m.in. jego odznaczenia. Był osadzony przez ponad rok w więzieniu na Montelupich. 
W latach 50. startował z powodzeniem w wyścigach i rajdach motocyklowych w barwach klubu Cracovia. Późniejszy działacz i sędzia sportowy.
Pstrusiński zmarł 26 listopada 1959 r. Spoczywa w rodzinnym grobowcu na krakowskim cmentarzu Rakowickim (pas AA, płd.). Pośmiertnie, 19 sierpnia 2008 r. został uhonorowany przez Instytut Jad Waszem tytułem Sprawiedliwego wśród Narodów Świata.

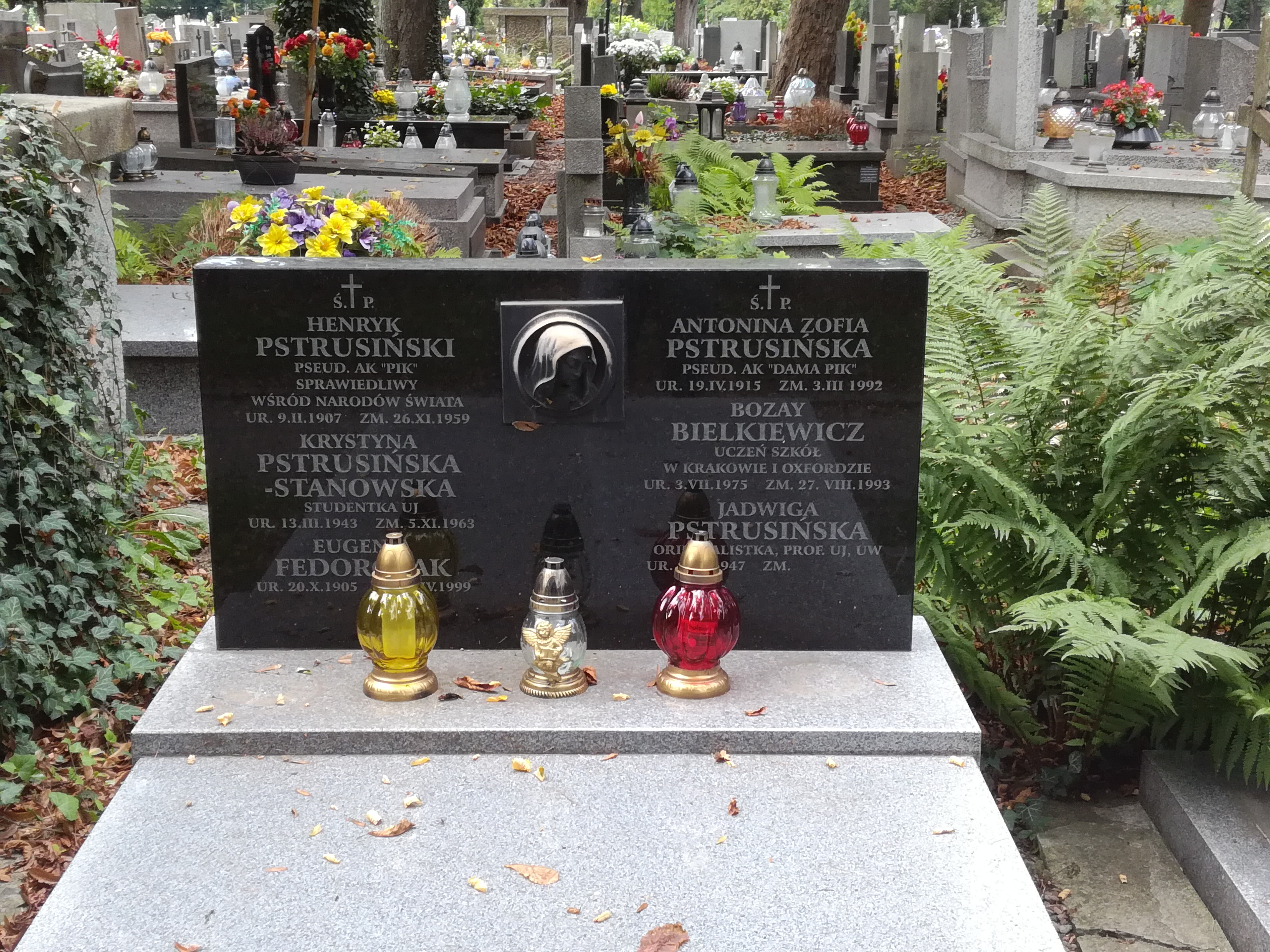
Grób Henryka Pstrusińskiego na cmentarzu Rakowickim